# Mexikanische Volleyballnationalmannschaft der Männer
Die mexikanische Volleyballnationalmannschaft der Männer ist eine Auswahl der besten mexikanischen Spieler, die die Federación Mexicana de Voleibol bei internationalen Turnieren und Länderspielen vertritt.

## Geschichte

### Weltmeisterschaft
Mexiko nahm 1974 als Gastgeber erstmals an einer Volleyball-Weltmeisterschaft teil und wurde Zehnter. Vier Jahre später belegten die Mexikaner den zwölften Rang und 1982 reichte es nur noch zum 18. Platz. Seitdem konnte sich Mexiko nicht mehr für die WM qualifizieren.

### Olympische Spiele
Bei den Spielen 1968 im eigenen Land war Mexiko zum ersten und bislang einzigen Mal dabei und belegte den letzten von zehn Plätzen. Auch für Peking 2008 konnte sich Mexiko nicht qualifizieren.

### NORCECA-Meisterschaft
Die erste NORCECA-Meisterschaft fand 1969 in Mexiko statt und der Gastgeber unterlag erst im Endspiel gegen Kuba. 1971 wurden die Mexikaner Dritter, aber als die Titelkämpfe zwei Jahre später erneut vor eigenem Publikum ausgetragen wurden, schafften sie es als Fünfter nicht in die Medaillenränge. 1975 und 1977 gab es zwei weitere verlorene Endspiele gegen Kuba und 1979 noch einen dritten Platz. Danach wurden die Mexikaner zweimal Vierter, ehe sie 1985 zum einzigen Mal nicht dabei waren. Von 1987 bis 1999 belegten sie immer die Ränge fünf und vier. 2001 wurden sie Sechster, 2003 nochmal Vierter. Bei den Turnieren 2005 und 2007 gab es die Plätze sechs und sieben.

### World Cup
Mexiko spielte 1977 erstmals im World Cup mit und wurde Neunter. Bei der zweiten Teilnahme erreichten die Mexikaner den zehnten Platz.

### Weltliga
Mexiko startete in der Weltliga erstmals 2015. Ohne Sieg schied man in der Division III als Gruppenletzter aus.